# دانا رزماری اسکالن
دانا رزماری اسکالن (به انگلیسی: Dana Rosemary Scallon) (زاده ۳۰ اوت ۱۹۵۱) خوانندهٔ ایرلندی است.
او در سال ۱۹۷۰ برنده مسابقه یوروویژن شد.